# Ulrike Ludwig
Ulrike Ludwig (* 1975) ist eine deutsche Historikerin.

## Leben
Von 1993 bis 2001 studierte sie Geschichte, Soziologie und Germanistik an der Universität Rostock. Nach der Promotion 2006 im Fach Geschichte der Frühen Neuzeit bei Gerd Schwerhoff an der TU Dresden und der Habilitation 2014 (Venia Legendi für das Fach Neuere Geschichte) an der TU Dresden ist sie seit 2019 Universitätsprofessorin für die Geschichte der Frühen Neuzeit an der Universität Münster.

## Schriften (Auswahl)
- Das Herz der Justitia. Gestaltungspotentiale territorialer Herrschaft in der Strafrechts- und Gnadenpraxis am Beispiel Kursachsens 1548–1648. Konstanz 2008, ISBN 3-86764-074-2.
- als Herausgeberin mit Barbara Krug-Richter und Gerd Schwerhoff: Das Duell. Ehrenkämpfe vom Mittelalter bis zur Moderne. Konstanz 2012, ISBN 3-86764-319-9.
- als Herausgeberin mit John Zimmermann und Markus Pöhlmann: Ehre und Pflichterfüllung als Codes militärischer Tugenden. Paderborn 2014, ISBN 3-506-77312-7.
- Das Duell im Alten Reich. Transformation und Variationen frühneuzeitlicher Ehrkonflikte. Berlin 2016, ISBN 3-428-14673-5.